# 海斯山

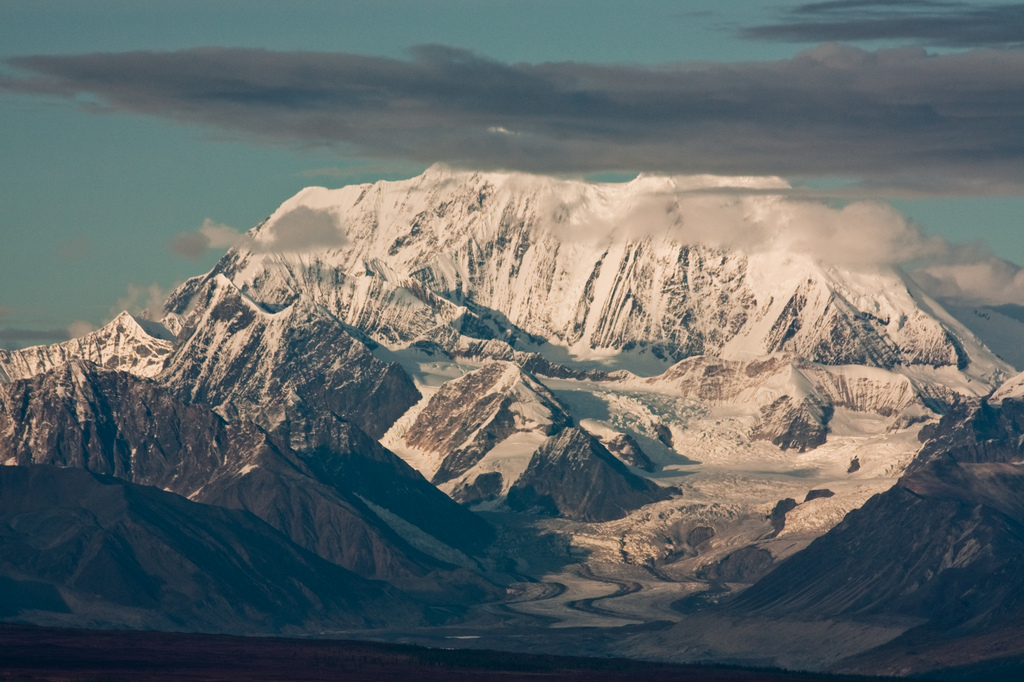

海斯山（英語：Mount Hayes）是美國的山峰，由阿拉斯加州負責管轄，屬於阿拉斯加山脈的一部分，距離丹奈利峰160公里，海拔高度4,216米，美國探險家在1941年首次攀登該山峰。

## 外部連結
- Mount Hayes on Topozone （页面存档备份，存于）
- Alaska peaks with prominence > 1500m （页面存档备份，存于）
- Mount Hayes on bivouac.com （页面存档备份，存于）
- "Mount Hayes, Alaska" on Peakbagger （页面存档备份，存于）

63°37′15″N 146°42′55″W / 63.62083°N 146.71528°W